# (14) Irene
(14) Irene ist ein Asteroid des mittleren Hauptgürtels, der am 19. Mai 1851 vom englischen Astronomen John Russell Hind am George Bishop’s Observatory in London entdeckt wurde.
Der Asteroid wurde benannt nach Eirene, einer der Horen, Personifizierung des Friedens, Tochter von Zeus und Themis. Die anderen beiden sind Eunomia und Dike. Sie wurden als Öffner der Tore des Himmels und des Olymps dargestellt. Der Entdecker erklärte: „You will readily discover that this name, properly Eirene (Ειρηνη – Peace), has some relation to the event which is now filling our metropolis with the talent of all civilised nations, with those fruits of Peace, the productions of Art and Science, in which all mankind must feel an interest. (Sie werden schnell feststellen, dass dieser Name, eigentlich Eirene (Ειρηνη – Frieden), einen Bezug zu dem Ereignis [der Großen Industrieausstellung] hat, das unsere Metropole jetzt mit den Talenten aller zivilisierten Nationen füllt, mit jenen Früchten des Friedens, den Erzeugnissen der Kunst und Wissenschaft, an denen die ganze Menschheit Interesse verspüren muss.)“ Die Benennung erfolgte durch John Herschel. Das früher für den Asteroiden verwendete Symbol  war eine Taube, die einen Olivenzweig trug und einen Stern auf dem Kopf hatte. Manchmal war ein alternatives Zeichen in Gebrauch, das einen Olivenzweig, eine Waffenstillstandsfahne und einen Stern darstellte.

## Wissenschaftliche Auswertung
Mit Daten radiometrischer Beobachtungen im Infraroten am Mauna-Kea-Observatorium auf Hawaiʻi vom September 1973 und am Cerro Tololo Inter-American Observatory in Chile von 1974 wurden für (14) Irene erstmals Werte für den Durchmesser und die Albedo von 152 km bzw. 0,17 bestimmt. Mit hochaufgelösten Aufnahmen mit dem Adaptive Optics (AO)-System am Teleskop II des Keck-Observatoriums auf Hawaiʻi im Infraroten vom 17. Juli 2005 konnte ein äquivalenter Durchmesser von 149 ± 17 km abgeleitet werden. Eine Auswertung von Beobachtungen durch das Projekt NEOWISE im nahen Infrarot führte 2011 zu vorläufigen Werten für den Durchmesser und die Albedo im sichtbaren Bereich von 155,4 km bzw. 0,22. Nachdem die Werte nach neuen Messungen mit NEOWISE 2012 auf 145,7 km bzw. 0,25 korrigiert worden waren, wurden sie 2014 auf 140,8 km bzw. 0,27 geändert.

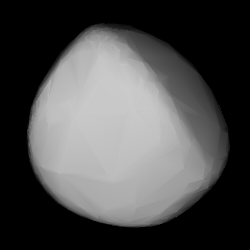
Berechnetes 3D-Modell von (14) Irene

Photometrische Beobachtungen von (14) Irene fanden erstmals statt am 30. Dezember 1953 und 4. Januar 1954 am McDonald-Observatorium in Texas. Aus den aufgezeichneten Lichtkurven mit geringer Amplitude konnte nur mit großer Zurückhaltung eine Periodizität von etwa 11 h vermutet werden. Auch neue Messungen vom 31. Juli bis 14. August 1968 an der Southern Station der Sternwarte Leiden in Südafrika zeigten nur geringe Schwankungen, die nicht weiter ausgewertet werden konnten. Aus neuen Beobachtungen vom 20. Juli bis 4. August 1976 am La-Silla-Observatorium in Chile, vom 13. bis 24. November 1978 am Osservatorio Astronomico di Torino und vom 27. April bis 10. Mai 1980 am Osservatorio Astrofisico di Catania, beide in Italien, gelang auch unter Einbeziehung der archivierten Daten von 1953/54 und 1968 keine eindeutige Bestimmung der Rotationsperiode. Es wurden dafür zwei mögliche Werte von 9,35 und 18,71 h in Betracht gezogen. Auch eine einzelne Beobachtung am 22. August 1985 am La-Silla-Observatorium lieferte in dieser Hinsicht keine neuen Erkenntnisse.
Allerdings konnte dann nach Messungen vom 8. bis 25. Oktober 1990 während 5 Nächten an der Außenstelle Maidanak des Hauptobservatoriums der Nationalen Akademie der Wissenschaften der Ukraine ein gänzlich neuer Wert für die Rotationsperiode von 15,06 h ermittelt werden. Dagegen konnten Beobachtungen vom 23. Oktober 1994 am La-Silla-Observatorium erneut nicht weiter ausgewertet werden. Aus den archivierten Lichtkurven wurde in einer Untersuchung von 1998 eine Lösung für die Position der Rotationsachse mit retrograder Rotation sowie Abschätzungen für die Achsenverhältnisse eines dreiachsig-ellipsoidischen Gestaltmodells für den Asteroiden errechnet. Bei neuen Beobachtungen am 23. November und 6. Dezember 2007 am Organ Mesa Observatory in New Mexico konnte zunächst aus den Daten keine eigenständige Bestimmung einer Rotationsperiode durchgeführt werden, sie passten aber zu einer Periode von etwa 15 Stunden. Eine weitere Beobachtungskampagne vom 28. Februar bis 11. Mai 2009 führte dann zu einer unabhängigen Bestimmung der Rotationsperiode von 15,028 h.
Eine Auswertung von archivierten Lichtkurven des United States Naval Observatory in Arizona, der Siding Spring Survey in Australien, des Roque-de-los-Muchachos-Observatoriums auf La Palma und des Astrometrie-Satelliten Hipparcos ermöglichte in einer Untersuchung von 2011 erstmals die Berechnung eines dreidimensionalen Gestaltmodells für zwei alternative Positionen der Rotationsachse mit retrograder Rotation und einer Periode von 15,02991 h. Auch eine neue Beobachtung vom 18. Dezember 2011 bis 10. Januar 2012 am Observatori Carmelita in Katalonien führte zu einer Rotationsperiode von 15,038 h.
Mit dem neuen Algorithmus All-Data Asteroid Modeling (ADAM) wurde 2017 ein Gestaltmodell erstellt, das alle verfügbaren photometrischen Daten in Verbindung mit hochaufgelösten Infrarot-Aufnahmen des Keck-II-Teleskops auf Hawaiʻi vom Juli 2005 (siehe oben) und Juni 2009 gut reproduziert. Für die Rotationsachse wurde eine eindeutige und verbesserte Position mit retrograder Rotation und eine Periode von 15,02988 h bestimmt, während für die Größe ein volumenäquivalenter Durchmesser von 155 ± 6 km abgeleitet wurde. Aus photometrischen Daten der Jahre 1953–2017 in Verbindung mit Daten von Gaia wurde dann in einer Untersuchung von 2020 mit dem Algorithmus Shaping Asteroids with Genetic Evolution (SAGE) ein Gestaltmodell für zwei alternative Positionen der Rotationsachse mit retrograder Rotation und einer Rotationsperiode von 15,02989 h erstellt, das SAGE-Modell war dabei sehr ähnlich zum ADAM-Modell. Eine Anwendung thermophysikalischer Modelle ergab zunächst einen Wert für den Durchmesser von 155 km, der unter Verwendung von Beobachtungsdaten einer Sternbedeckung vom 2. August 2013 für die bevorzugte Rotationsachse auf einen mittleren Durchmesser von 146 ±12 km verbessert werden konnte. Im Jahr 2021 wurde aus archivierten Daten und photometrischen Messungen von Gaia DR2 erneut eine Rotationsachse mit retrograder Rotation berechnet. Die Rotationsperiode wurde dabei zu 15,02991 h bestimmt.
Durch die Auswertung naher Begegnungen von (14) Irene mit zwei kleineren Asteroiden konnte eine Untersuchung von 2011 ihre Masse auf 6,94·1018 kg mit einer Unsicherheit von ±23 % bestimmen. Abschätzungen von Masse und Dichte für den Asteroiden (14) Irene aufgrund von gravitativen Beeinflussungen auf Testkörper ergaben dann in einer Untersuchung von 2012 eine Masse von etwa 2,91·1018 kg, was mit einem angenommenen Durchmesser von etwa 148 km zu einer Dichte von 1,72 g/cm³ führte bei einer Porosität von 48 %. Diese Werte besitzen eine hohe Unsicherheit im Bereich von ±65 %.